# شیطان آمریکایی
شیطان آمریکایی (به انگلیسی: American Satan) یک فیلم مهیج موزیکال فراطبیعی آمریکایی محصول سال ۲۰۱۷ به نویسندگی اش آویلدسن و مارتی بکرمن است. این فیلم در تاریخ جمعه ۱۳ اکتبر ۲۰۱۷ در سینماها اکران شد و اندی بیرساک، بن بروس، دریک بل، دنیس ریچاردز، مالکوم مک داول، بوبو استوارت و توری بلک در آن بازی می‌کنند. این فیلم آخرین نقش سینمایی لری کینگ را قبل از مرگش در ژانویه ۲۰۲۱ نشان داد. این فیلم برنده جایزه بهترین فیلم داستانی در جشنواره بین‌المللی فیلم Oceanside ۲۰۱۷ شد.

## قالب
- اندی بیرساک در نقش جانی فاوست، خواننده اصلی گروه The Relentless. آواز جانی توسط رمینگتون لیث از Palaye Royale اجرا می‌شود
- مالکوم مک داول در نقش آقای برج جدی
- جان بردلی در نقش ریکی رولینز، مدیر فیلم The Relentless
- بوبو استوارت در نقش ویک لاکوتا، یکی از دو گیتاریست گروه The Relentless. صدای گیتار توسط لی مک کینی از Born of Osiris
- مارک بون جونیور در نقش الیاس کالینز، مالک/رئیس آکدی رکوردز
- بن بروس در نقش لئو دونووان، یکی از دو گیتاریست گروه The Relentless
- جسی سالیوان در نقش لیلی می فلاور، نوازنده باس گروه The Relentless
- اولیویا کولپو در نقش گرچن، دوست دختر جانی
- سباستین گرگوری در نقش دیلن جیمز، درامر گروه The Relentless
- بیل گلدبرگ در نقش هاک، مدیر تور The Relentless
- لری کینگ مثل خودش
- بیل دوک در نقش گابریل، فرشته طاق
- دنیس ریچاردز در نقش خانم فاوست، مادر جانی
- دریک بل در نقش دیمین کالینز، عضو/رهبر گروهی به نام Damien's Inferno
- توری بلک در نقش کاساندرا